# Loschwitz
Loschwitz est un quartier de la ville de Dresde situé le long de la rive droite de l'Elbe, au nord-est de la ville.